# Torrente Gros
Der Torrente Gros ist ein nicht ständig wasserführender Sturzbach und mit rund 25 Kilometern Länge das längste und heikelste Flussbett auf der Baleareninsel Mallorca. Der Torrente verläuft durch drei Landschaftszonen auf Mallorca, der Serra de Tramuntana, dem Pla de Mallorca und den südlichen Teil von Raiguer.

## Verlauf
Der Torrente Gros besteht aus zwei Hauptquellen mit Nebenzuflüssen, die in der Serra de Tramuntana beginnen, einen doppelten im Gebiet von Esporles und Valldemossa in der Sierra del Teix und einem weiteren linksseitigen in der Nähe von Bunyola in der Sierra de Alfibia. Die drei Zuflüsse vereinigen sich im Bereich von Son Sardina. Von dort aus ist der weitere Lauf relativ flach und leicht geschwungen, vor allem durch das geringe Gefälle zwischen diesem Bereich und seiner Mündung in der Nähe vom Strand Ciudad Jardín in Palma, ca. 5 km östlich der Kathedrale, wo der Torrent in das Mittelmeer abfließt. Der Höhenunterschied zwischen dem höchsten Punkt und dem Abfluss beträgt rund 900 Meter.
Auf diesem letzten Teilstück mit einer Breite von 10 Metern bildet der Torrente Gros die Grenze zwischen den Gemeinden von Marratxí und dem Stadtgebiet von Palma. Sein einziger richtiger Nebenzufluss auf dem Weg nach Palma ist der Torrent de Coanegra, der vom Bergdorf Orient kommend auf der Höhe von Pont d’Inca in den Torrente Gros mündet.
Der die meiste Zeit im Jahr trocken liegende Torrent kann jedoch bei starken Regenfällen in der Serra de Tramuntana zeitverzögert zu mittleren Fließgeschwindigkeiten von 20 m³ pro Sekunde führen. Bei besonders starkem Niederschlag im gesamten Einzugsbereich der vier Zuflüsse können jedoch auch Ströme von mehr als 200 m³ pro Sekunde auftreten und die tieferliegenden Gebiete überschwemmen. Das Hochwasser im Mündungsbereich tritt jedoch, weil die höheren Niederschläge meist im Gebirge fallen, erst einen oder mehrere Tage später auf. Im oberen Teil hat der Torrente eine Tiefe von bis zu 5 Metern.

## Fauna und Flora
Wegen der zeitlichen Diskontinuität der Strömung gibt es keine bekannte Art von Makrofauna und auch keine Fische, keine Amphibien oder Reptilien im Flussbett.
Auch ist kein nennenswerter Bewuchs im Verlauf des Torrent aufgrund der langen trockenen Jahreszeiten in diesem Bereich zu finden.

## Hochwasser

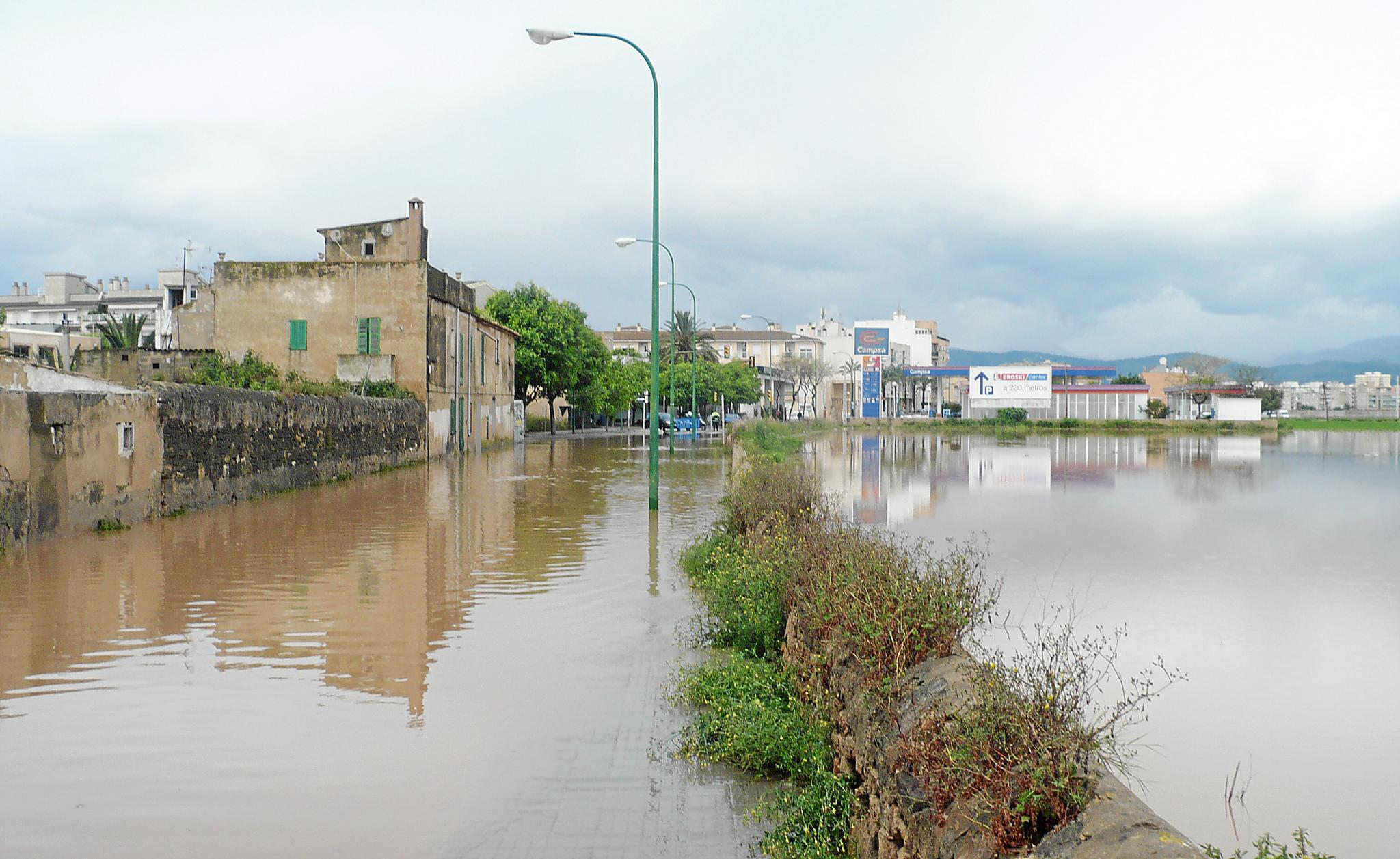
Hochwasser 2010 bei Es Molinar, Palma

Der Torrente Gros ist einer der heikelsten von ganz Mallorca. Nach dem Hochwasser im Dezember 2009 und im Juni 2010 wurden rund 600.000 Euro für Notfallmaßnahmen im Bereich der Mündung des Torrent de Coanegra bei Pont d’Inca investiert. Für die „Wiederherstellung der Normalität zu den Wildbächen“ rechnet das Ministerium für Umwelt mit Kosten bis zu 30 Millionen Euro in den folgenden Jahren.